# LMMS
LMMS (noto precedentemente come Linux MultiMedia Studio) è un software libero gratuito per la creazione di musica al computer, che rientra nella categoria digital audio workstation. È compatibile con i sistemi operativi Microsoft Windows, GNU/Linux e macOS.
Il programma è open source, quindi viene sviluppato e aggiornato dai suoi stessi utenti. Chiunque può contribuire scrivendo codice, dando consigli, descrivendo eventuali errori trovati o in altri modi.
Il nome del programma era inizialmente un acronimo: "Linux MultiMedia Studio". Gli sviluppatori, in una discussione aperta, hanno tuttavia deciso di non riferirsi più al programma con quel nome, in quanto aveva col tempo perso di significato.

## Caratteristiche
Il programma permette di produrre musica in un sequencer musicale multitraccia. È possibile usare dei sintetizzatori nativi del programma, suoni precedentemente registrati ed effetti compresi nel programma. Questi oggetti sono accessibili attraverso dei browser interni.
Sono supportati i plug-in VST(i) e LADSPA.
I componenti principali solo:
- Il Song Editor, in cui è contenuta la visione completa del brano
- Il Piano-roll, che permette di scrivere le note per le tracce strumentali del Song Editor
- Un Pattern-Editor per creare ritmi o bassline ripetitivi da inserire nel Song Editor
- Il Mixer, che permette di dividere i suoni provenienti dalle varie tracce in canali e di applicare loro degli effetti

Altre importanti funzionalità sono:
- Delle Automazioni, quali controlli, picchi e tracce di automazione disegnabile
- Il caricamento dei VST strumentali esterni avviene tramite VeSTige[5] un plugin basato sul protocollo MIDI
- Molti dei plugin strumentali nativi permettono sintesi additiva, modulazione di fase ed altri comuni metodi di sintesi: OPULENZ[6] emulazione del sintetizzatore Yamaha YM3812, ORGANIC[7] sintetizzatore additivo, BITINVADER[8] e WATSYN[9] sintetizzatori wavetable, TRIPLE OSCILLATOR[10] un sintetizzatore che genera suoni attraverso l'uso di tre oscillatori e KICKER[11] un sintetizzatore di cassa
- È anche presente il plugin LB-302[12] uno strumento per la sintesi di percussioni ed emulatori di strumenti famosi come il Roland TB-303
- Sono presenti emulatori dei chip audio di console di videogiochi: SID[13] (emulazione del Commodore 64, NESCALINE[14] (emulazione del NES) e il  FREEBOY[15] (emulazione delGameBoy)
- Il programma contiene anche una versione adattata del sintetizzatore software ZynAddSubFx[16]
- Il programma permette di importare file MIDI, progetti di Hydrogen e di FLStudio
- Tra gli effetti nativi, vi sono compressori, limitatori, delay, riverberi, distorsori, equalizzatori e bass-enhancer
- È presente uno analizzatore di spettro logaritmico/lineare
- Oltre ai VST strumentali ed effetti, è possibile importare SoundFont tramite il plugin SF2 PLAYER[17]  e patch di Gravis Ultrasound tramite il lettore PATMAN[18]
- Il programma può ricevere e mandare segnali MIDI da componenti hardware collegati al computer

I file di progetto contengono tutte le informazioni necessarie ad una corretta lettura anche in un sistema operativo diverso. Non contengono però i suoni importati e gli strumenti esterni, che dovranno essere ricollegati. Questo sistema facilita la collaborazione tra utenti.

## Storia
Lo sviluppo di LMMS è iniziato nel 2004 con lo scopo di avere un software open source alternativo al noto programma commerciale FL Studio, di cui può infatti importare i progetti. Lo sviluppo è proseguito lentamente fino alla versione 0.4 e allora LMMS si appoggiava sulla piattaforma SourceForge per la gestione dei bug e dei rilasci.
Da gennaio 2014 lo sviluppo è ripreso con una nuova marcia, giungendo alla versione 1.0 con un completo rifacimento dell'interfaccia grafica, nuovi plugin e un nuovo logo. Con lo scopo di pubblicizzare la qualità di LMMS sono stati creati due album delle migliori tracce composte con il programma. Successivamente è stato lanciato il nuovo sito lmms.io e lo sviluppo è stato spostato da SourceForge a GitHub.
Con la versione 1.1 sta prendendo piede il supporto per il sistema operativo macOS.
Nel Giugno del 2019 con il rilascio della versione 1.2.0 sono stati introdotte diverse migliorie, come ad esempio, l'interfaccia grafica rinnovata, una maggiore stabilità grazie alla correzione di numerosi bug, una migliore gestione della memoria così come una miglior capacità di importazione/esportazione in formato MIDI; aggiunti inoltre nuovi plugin a corredo.